# Karolin Donst

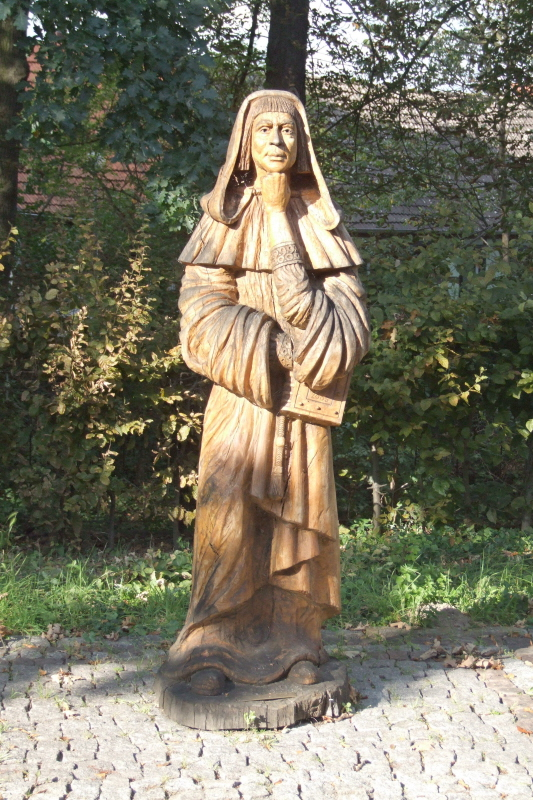
Figur in Arneburg

Karolin Donst (* 29. Dezember 1964 in Berlin) ist eine deutsche Künstlerin der klassischen Moderne. Sie widmet sich der Bildhauerei mit Schwerpunkt Porträtgestaltung sowie der Malerei.

## Werdegang
Nach dem Abitur begann 1983 die künstlerische Ausbildung in einer Künstlergruppe in Berlin mit bereits selbstständigen Arbeiten. Es folgte 1988 eine vierjährige Ausbildung im Steinbildhauerhandwerk und dabei die Befassung mit Architektur und Städtebau im Hinblick auf Restaurierungen historischer Gebäude. Von 1993 bis 1995 erlernte sie die klassischen Bildhauertechniken mit Modellieren in Ton im Atelier des akademischen Bildhauers Heinz Spilker.
Von 1995 bis 1997 folgten drei  hauptberufliche Jahre als Restauratorin von Berliner Natursteinfassaden. Seit 1997 ist sie freischaffend tätig und übernimmt erste öffentliche Aufträge von Kommunen und Organisationen. Die Arbeiten werden in unterschiedlichen Materialien wie Bronze, Kaltbronze, Kunst-Marmor, Metallguss und Holz ausgeführt.

## Porträtbüsten
Auswahl der Büsten, die sich in öffentlichen Einrichtungen, an öffentlichen Plätzen oder in Privatsammlungen befinden:
- Heinz Galinski (Denkmal)
- Louis-Ferdinand von Preußen
- Papst Benedikt XVI., (Vatikan)
- Arno Breker (Denkmal)
- John G. Bodenstein, Museum Europäischer Kunst, Schloss Nörvenich
- Dalai Lama (Tibet)
- Salvador Dalí (Spanien)
- Gala Éluard Dalí (Frankreich)
- Arnulf Damerau (New York), Gründer der EuroAtlantic Stiftung
- Hugo Haig-Thomas, Maler (London)
- Henry Maske
- Hannelore Kohl (Bonn)
- Senta Berger (Wien)
- Marco J. Bodenstein, Verleger
- Uta Ranke-Heinemann (Essen)
- Peter Scholl-Latour

## Reliefs und Plaketten
- König Felipe VI. und John G. Bodenstein
- Konrad Adenauer,  Plakette (Bonn)
- Giora Feidman, Plakette (New York)
- Reichstagsgebäude Plakette (Berlin)

## Gemälde und Zeichnungen
- Ernst Jünger,[3]
- „Der Junge Kardinal“ u. a.[4]
- Konrad Adenauer
- Willy Brandt
- Arno Breker
- Wolfgang Thierse
- Salvador Dalí u. a.

## Öffentlicher Raum
- Der Fischerbrunnen von Arneburg, 2005
- Stadtbrunnen von Tangermünde 2006 mit acht Relieftafeln
- Portrait for Alexander  Garden, Clarence (New York), USA
- Der Mönch von Arneburg, Eichenholz-Figur, überlebensgroß
- Das zeitgenössische Portrait, Freilicht-Ausstellungen Schloss Nörvenich (NRW)

## Ausstellungen
- 1990 Haus am Lützowplatz, Berlin
- 1994 Galerie Marco Edition, Bonn
- 2001–2003 Konrad-Adenauer-Stiftung, Ausstellungen in Berlin, Bonn, München
- 2004 Rathaus der Stadt Arneburg: 30 Porträt-Skulpturen
- 2008 Museum of European Art, Clarence: Porträt-Zeichnungen
- 2010 Alexander Garden, Clarence (New York), USA
- 2012 Museum Europäischer Kunst, Nörvenich
- 2018 Die Büsten von Salvador Dali und Gala Dali, Museum Europäische Kunst (NRW)